# Pietro Maggi (architetto)

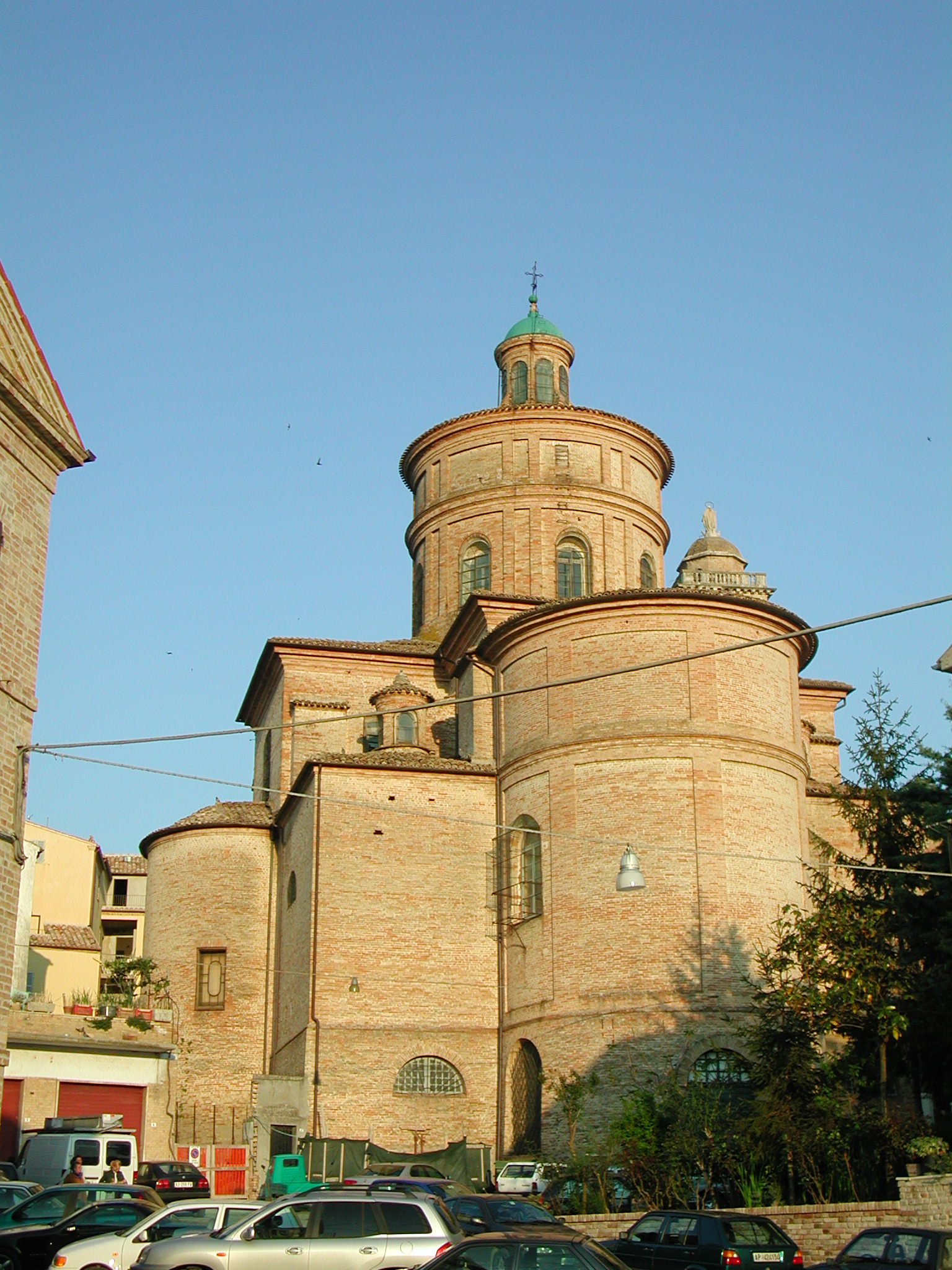
L'abside della collegiata di Offida, opera di Pietro Maggi.

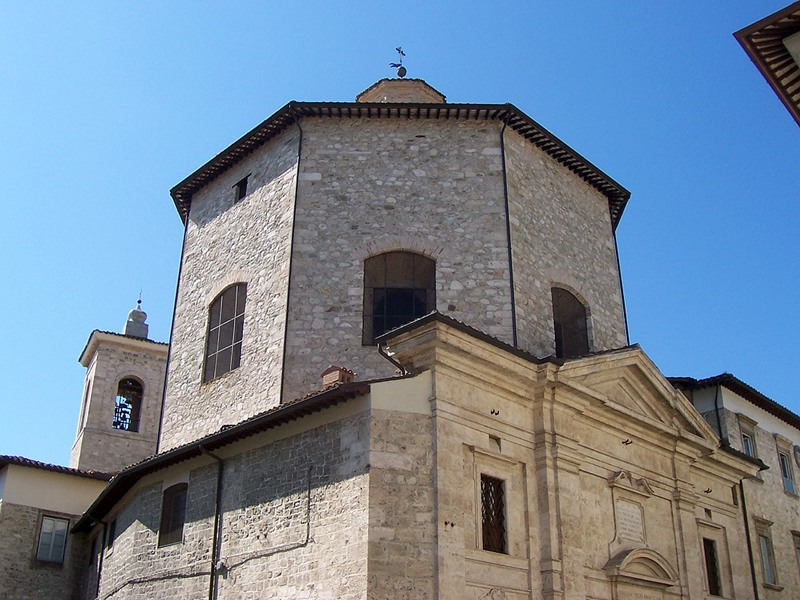
La chiesa dell'Immacolata Concezione, innalzata ad Ascoli Piceno da Pietro Maggi fra il 1781 e il 1795 insieme all'annesso convento delle monache marcucciane.

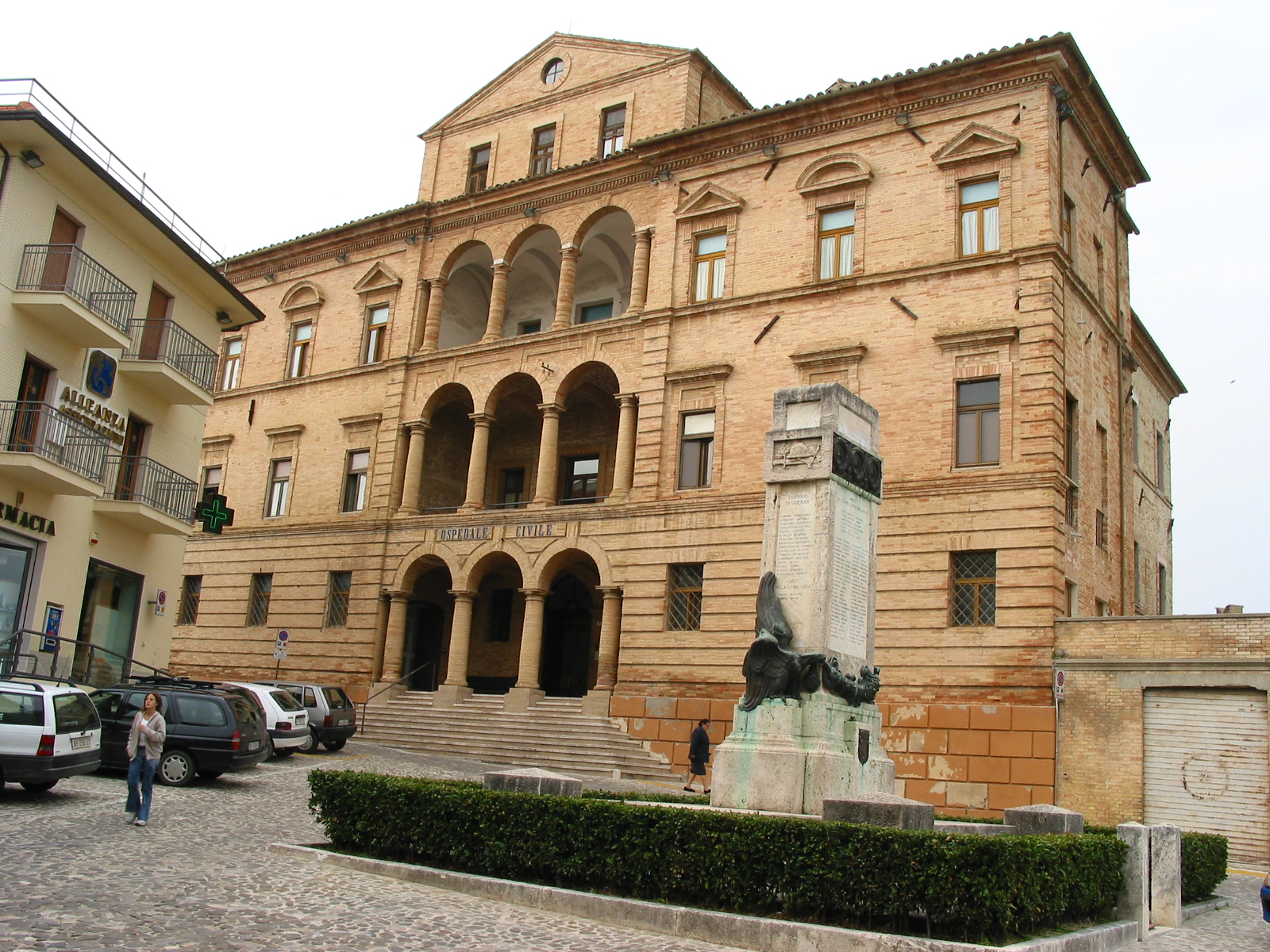
La facciata dell'ex ospedale civile Loris Annibaldi a Offida, realizzato da Pietro Maggi nel 1796.

Pietro Maggi (Bruzella, 1756 – Colonnella, 1817) è stato un architetto svizzero, attivo in Italia.

## Biografia
Nato a Bruzella (un piccolo paese nella val di Muggio nei pressi di Mendrisio), ancora ragazzo seguì il padre Carlo Maggi (o Magi) quando questi si stabilì nelle Marche, a Montedinove. Studiò poi architettura per sei anni a Roma, inviatovi dal padre che già esercitava quest'arte, ma rientrò presto nel paese marchigiano, accasandovisi e dedicandosi con costanza e successo alla professione a partire dagli ultimi due decenni del Settecento.
Del giovane architetto Maggi si conosce una perizia, con relativa pianta, redatta nel 1784 e connessa all'azione erosiva del Fosso dei Pioppi ad Appignano del Tronto: il progetto prevedeva un sistema di contenimento a sette muraglioni, ma soprattutto affrontava il problema alla base suggerendo di impiantare su entrambi i lati del fosso olmi, pioppi, salici ed altri alberi con radici profonde al fine di trattenere il terreno argilloso e frenare il fenomeno dei calanchi.
È invece un omonimo, discendente da un ramo familiare di quei Maggi di Bruzella e di Cabbio presenti nell'Urbe come operatori edili già dal secondo Cinquecento, quel "Pietro Maggi romano" che partecipò con ottimi risultati a diverse edizioni del Concorso Balestra dell'Accademia di San Luca, a Roma: nel 1786 vinse il secondo premio con il progetto di Una fabbrica per uso dell´Accademia del disegno e nel 1792 vinse il primo premio, a pari merito con Paolo Anzani, con il disegno di Un palazzo sulla riva del mare per delizia di un personaggio.
Fu tuttavia nella Bassa Marca, in particolare nella provincia di Ascoli Piceno ma un po' in tutta la zona meridionale della regione marchigiana e nel confinante Abruzzo, che svolse essenzialmente il proprio lavoro ottenendo fama e considerazione per la sua abilità e competenza e distinguendosi per una prolifica produzione architettonica che lo vide progettare e realizzare innumerevoli edifici in uno stile sempre più decisamente neoclassico. Fra questi, si possono ricordare:
- la chiesa di Santa Felicita di Colli del Tronto (1796),
- la chiesa collegiata di Offida e, nella medesima località, l'ospedale (1796),[5] il Teatro Serpente Aureo e il palazzo Vitali,[6]
- la chiesa con annesso monastero delle monache marcucciane (Suore Pie Operaie dell'Immacolata Concezione) ad Ascoli (1781-1795),[7]
- la chiesa di San Lorenzo di Montedinove,[8]
- la chiesa di San Savino a Gualdo di Fermo,
- la chiesa e il monastero delle clarisse a Petritoli (oggi palazzo comunale),[9]
- la chiesa di Monte Vidon Combatte,
- la risistemazione della "piazzetta" con il Teatro dell'Arancio e la chiesa di San Giovanni a Grottammare,[10]
- la chiesa di San Francesco a Montegiorgio,
- il seminario di Montalto,
- il palazzo Cancelli ad Acquaviva Picena,
- la chiesa madre di San Niccolò di Bari a Monteprandone,[11]
- la chiesa dei santi Cipriano e Giustina a Colonnella (1795-1817; dopo la sua morte, l'edificio fu portato a termine dal figlio Giacinto).[12]

Oltre a queste opere interamente sue, fu l'iniziatore dei lavori per la costruzione della chiesa collegiata di Amandola e quella di San Francesco a Castignano, nonché del Teatro Luigi Mercantini di Ripatransone.
Lasciò inoltre disegni relativi a vari progetti, fra cui la collegiata di Sant'Elpidio, il duomo di Ascoli, due chiese a Montegiorgio e alcune strutture di contorno al duomo di Montalto.
Morì di tifo petecchiale a Colonnella il 30 giugno 1817, dove stava edificando la chiesa di San Cipriano e Giustina.